# Єхавмілку I
Єхавмілку (Єхавмілк, Єхавмілікі, Єхавмелек) I (1-а пол. VI ст. до н. е.) — цар Бібла.

## Життєпис
Ймовірно, походив з династії Ахірама. За різними версіями син або інший родич царя Мілкіасафа. Посів трон приблизно 670 року до н. е. Про нього є лише одна письмова згадка, де вказано власне ім'я.
Вважається, що обрав проассирійську позицію. У 669—667 роках до н. е. не долучився до повстання проти Ассирії, а потім надсилав флот і вояків для ассирійських походів до Єгипту. У 663 році до н. е не підтримав постання міст Тіра і Арвада проти Ассирії. Таку саму політику проводив і далі, ставши єдиним фінікійським царем, що не підтримав повстання 654—651 років до н. е. проти ассирійського царя Ашшурбаніпала.
Помер приблизно 650 року до н. е. Про його найближчих наступників відсутні відомості. Першим таким є Шіпітбаал III, що посів трон наприкінці VI ст. до н. е.